# Praça de Toiros de Bilbau
A Praça de Toiros de Bilbau, oficialmente Praça de Toiros de Vista Alegre, é uma Praça de Toiros situada na cidade de Bilbau, em Espanha. É considerada a 3ª Praça mais importante de Espanha, logo atrás das de Sevilha e Madrid.

## História
A primeira Praça foi inaugurada em 13 de Agosto de 1882, sendo arquitecto Sabino Goikoetxea Etxebarria. Tinha capacidade para 12.394 lugares.  
A corrida inaugural integrou Manuel Fuentes "Bocanegra", José Lara "Chicorro" e Fernando Gómez "Gallito Chico" com toiros de Concha y Sierra.
Em 5 de Setembro de 1961, após uma novilhada na véspera, deflagrou um incêndio que destruiu a Praça por completo. 
A actual Praça de Toiros de Vista Alegre foi inaugurada a 19 de Junho de 1962, somente 9 meses depois do incêndio da anterior, sendo arquitecto Luis de Gana y Hoyos. A capacidade actual é de 14.781 lugares.